# François Hippolyte Peyrol
François Peyrol dit François Hippolyte Peyrol, né le 23 septembre 1832 à Mauriac et mort le 14 février 1921 à Paris, est un bronzier d'art, fondeur, et éditeur d'estampes français.

## Biographie
François Peyrol est le fils de François Hippolyte Peyrol, clerc d'avoué, et de Marguerite Picard (1813-1883).
En 1842, alors qu'il est âgé de 10 ans, sa mère épouse Raymond Bonheur (1796-1849), devenu veuf après le décès de son épouse en 1833. Il devient ainsi le frère de Rosa, Isidore, Juliette, et Auguste Bonheur.
Il commence l'étude de la peinture auprès de son père adoptif, lequel le présente à Antoine-Louis Barye, puis plus tard à Emmanuel Frémiet.
En 1852, il épouse Juliette Bonheur le 17 août 1852 à Paris.
En 1856 nait son premier fils François Auguste-Hippolyte Peyrol, suivi de René (1860-1899). Le premier se lance dans la sculpture et le second dans la peinture.
Éditeur d'estampes en 1860, il devient fabricant de bronzes, fondant pour Rosa et Isidore leurs œuvres de façon exclusive.
Il emménage à Neuilly-sur-Seine après la mort de son épouse en 1891. Il meurt à Paris, au Théâtre des Champs-Élysées, rue Montaigne, le 14 février 1921.